# Jardin de Hdidouane
Le jardin de Hdidouane (en : ar حديقة حديدوان) ou jardin public, parfois aussi appelé jardin Fennecs Links, est un jardin public de 4 000 m2 dans la ville de Relizane.

## Historique
Le jardin de Hdidouane est construit au XIXe siècle, à l'époque coloniale, sur une superficie de 4 000 m2.
Depuis les années 80, le jardin public dit Hdidouane, est laissé à l'abandon. Les habitants de Relizane regrettent une dégradation du parc et de la fréquentation de groupe y consommant de la drogue et de l'alcool alors qu'auparavant les associations y organisaient des événements culturels,,. En 2016, le wali de la wilaya de Relizane souhaite mettre en place un plan de réhabilitation du jardin public.

## Attractivité
Il se situe à proximité du siège de la municipalité, de la gare et d'établissements scolaires. Il attire de nombreux visiteurs pour la promenade et les loisirs,. Il est considéré comme une halte idéale pour profiter du calme et s'évader des rues animées de la ville,.